# Province de José Manuel Pando
Pour l’article homonyme, voir pando.
José Manuel Pando est une province dans le département de La Paz, en Bolivie.